# Election (1999)
Election är en amerikansk svart dramakomedifilm från 1999 i regi av Alexander Payne. Manuset skrevs av Payne och Jim Taylor, baserat på romanen Election från 1998 av Tom Perrotta. Huvudrollerna spelas av Matthew Broderick och Reese Witherspoon.
I Sverige hade filmen premiär direkt till DVD den 5 december 2000.

## Rollista i urval
- Matthew Broderick – Jim McAllister
- Reese Witherspoon – Tracy Flick
- Chris Klein – Paul Metzler
- Jessica Campbell – Tammy Metzler
- Phil Reeves – rektor Walt Hendricks
- Molly Hagan – Diane McAllister
- Colleen Camp – Judith Flick
- Nicholas D'Agosto – Larry Fouch